# Osiedle Sołacz
Osiedle Sołacz – osiedle samorządowe (jednostka pomocnicza gminy) Poznania (od 1 stycznia 2011 roku).

## Granice
Osiedle Sołacz graniczy:
- z Osiedlem Krzyżowniki-Smochowice
- z Osiedlem Strzeszyn (granica - ul. Lutycka, ulica Stobnicka)
- z Osiedlem Winiary (granica - ulica Dojazd, aleje Solidarności, ulica Wincentego Witosa, ulica Szydłowska, ulica Urbanowska, rzeka Bogdanka)
- z Osiedlem Stare Winogrady (granica - ulica ks. Mieszka I w Poznaniu)
- z Osiedlem Stare Miasto (granica - ulica Kazimierza Pułaskiego)

## Siedziba Rady Osiedla
Adres rady osiedla
XXXVIII Dwujęzyczne Liceum Ogólnokształcące im. Jana Nowaka-Jeziorańskiego, ul. Michała Drzymały 4/6, 60-613 Poznań.

## Komunikacja
Osiedle obsługują autobusy MPK Poznań linii 160, 164 i 182 oraz linie nocne 216 i 226.